# Бохманн, Клаус
Клаус Бо́хманн (нем. Klaus Bochmann, род. 8 июня 1939, Дрезден) — немецкий романист, социолингвист, профессор романистики Лейпцигского университета, соучредитель и директор института Молдовы в Лейпциге.

## Биография
Клаус Бохманн родился 8 июня 1939 года в германском Дрездене, в семье молочника Вальтера Бохманна (нем. Walter Bochmann) и домохозяйки Маргарете Лемме (нем. Margarethe Lemme), урождённой Кауле (нем. Kaule). Родители Клауса развелись.
В 1945 году Бохманн поступил в начальную школу «Thomas Müntzer», расположенную в Дрезденском районе Кадитц. В 1953 году Клаус Бохманн её окончил и поступил в среднюю школу Норд в Дрездене, где в 1957 году получил диплом о её окончании. В том же 1957 году Бохманн поступил в Лейпцигский университет (тогда университет Карла Маркса), где изучал латинский язык и романистику (французский язык) на курсе высшего преподавательского состава университета Карла Маркса в Лейпциге. В период с 1960 по 1961 годы по программе студенческого обмена изучал румынскую филологию в Бухарестском университете. С 1961 по 1962 годы изучал французский, румынский, испанский, итальянский языки в университете Карла Маркса в Лейпциге. 13 июля 1962 года Клаус Бохманн защитил диплом выпускника университета Карла Маркса по специальности «романистика». С 1962 по 1967 годы Клаус Бохманн работал в университете Карла Маркса в должности научного ассистента института романистики. С 1965 по 1990 годы Клаус Бохманн являлся добровольным переводчиком для партийных и правительственных делегаций.

## Научная и общественная деятельность
7 июля 1967 года Бохманн получил докторскую степень, защитив диссертацию на тему «Вклад в определение политического и социального взгляда на мир румынского революционера-демократа Николае Бэлческу». C 1967 по 1969 годы Клаус Бохманн — старший научный ассистент романского института филологического факультета университета Карла Маркса в Лейпциге. Галле-Виттенбергский университет имени Мартина Лютера обратил внимание на молодого романиста и предложил ему преподавательскую работу. С 1 сентября 1969 года Бохманн назначен лектором по прикладной лингвистике в недавно созданной в Галле секции языкознания и литературоведения. 30 января 1970 года Бохманн официально получает право преподавания прикладной лингвистики. До 1972 года он работал преподавателем прикладной лингвистики в области семантики, французской лексикологии и истории языка в секции лингвистики и литературоведения Галле-Виттенбергского университета, был заместителем директора по исследованиям лингвистики и литературоведения.
В 1972 году Клаус Бохманн вернулся в Лейпцигский университет Карла Маркса, где стал преподавателем румынистики и одновременно руководителем кафедры романской лингвистики и переводоведения в секции теоретической и прикладной лингвистики. Вместе с другими лингвистами, историками и литературоведами Бухарестского университета Бохманн создал научно-исследовательский проект по изучению социально-политической истории Румынии в XVIII и XIX веках. Хабилитация Бохманна 19 октября 1976 года с докторской диссертацией на тему «Развитие современной политической и социальной лексики в румынском языке в 1-й половине XIX века» заложила фундамент исторических исследований в отношении румынской лингвистики.
В 1978 году Клаус Бохманн становится профессором румынского языка на кафедре романской лингвистики и переводческих исследований в Лейпцигском университете Карла Маркса. Бохманн проводит лингвистические исследования, сравнивает романское, французское и итальянское языкознание, уделяет особое внимание истории языка, лингвистики и социально-языковой политики, занимается изучением диалектов и языков национальных меньшинств Румынии. Он возглавлял многочисленные научно-исследовательские проекты, организовал множество международных конференций, являлся научным руководителем более 35 диссертаций (в том числе, подготовленных аспирантами Кубы, Эфиопии и Молдавии). С 1979 по 1990 годы Клаус Бохманн выступает редактором «Лингвистических рабочих отчётов» Лейпцигского университета, а с 1986 года — соредактором издания «Вклады в романскую филологию». В 1981 году Клаусу Бохманну удалось вместе с Умберто Карпи из Пизы заключить университетский договор между Италией и ГДР (Пиза—Лейпциг). В 1984 году по совместной инициативе Клауса Бохманна и галисийского писателя Хосе Нейра Виласа в Германии была издана книга «Воспоминания крестьянского мальчика» Хосе Виласа (с обширным послесловием Бохманна). С 1985 по 1990 годы Бохманн принимал участие в Совете директоров международного семиотического проекта Венского центра «Словарь международных отношений Организации по безопасности и сотрудничеству в Европе».
С 1990 по 1992 годы Бохманн — профессор румынского языка на кафедре теоретической и прикладной лингвистики. С мая по ноябрь 1990 — Председатель объединения романистов ГДР. После падения Берлинской стены и объединения Германии, в ноябре 1990 года Бохманн становится членом Ассоциации немецких романистов ФРГ. 1 июля 1991 года получает степень доктора философии с правом преподавания. До сентября 1991 года Клаус Бохманн является членом правления немецкой ассоциации германистов. Кроме этого, Бохманн состоял в Итальянском обществе лингвистики, Международной ассоциации каталонской лингвистики и литературы (AILLC), Европейском лингвистическом обществе (SLE), Обществе исследований Канады, Международной ассоциации романской лингвистики. С 1993 года Бохманн является членом редколлегии журнала «Grenzgänge».
С 1993 по 2005 годы Клаус Бохманн возглавлял Квебекский учебный центр Centre d'Études Québécoises (CEQUIL) в Лейпцигском университете. Интернационализация учебных и исследовательских задач стала одной из важнейших задач его деятельности. Несмотря на сложные политические условия, в которых работала романистика в ГДР, ему удалось установить систематические научные связи со специалистами во Франции (Руан, Лион, Экс-ан-Прованс), а также в Италии, Испании и Португалии. Со специалистами из этих стран Бохманн с 1976 года организовывал регулярные научные конференции по социолингвистике.
В 1993 году, после назначения заведующим кафедры романского языкознания в Лейпциге, Бохманн сыграл важную роль в разработке двусторонней программы франко-немецкого обучения с Лионским университетом; принял участие в организации Лейпцигского французского Летнего университета, который работал до 2009 года.
С апреля 1999 года Клаус Бохманн — заместитель Председателя Балканской ассоциации романистов. В период с 2001 по 2004 годы Клаус Бохманн представлял Лейпцигский университет в Франко-германском университете. Он также участвовал в создании программ Эразмус по обмену студентами и преподавателями между университетами Лейпцига и Бари, Бергамо, Лечче в Италии; Лионом, Экс-ан-Провансом и Мецем во Франции, а также с Бухарестом и Клаузенбургом/Клужем.
Кульминацией редакторской деятельности Бохманна стала совместная с Вольфгангом Хаугом и Петером Йеле работа над переводом «Тюремных тетрадей» Антонио Грамши (10 томов, Гамбург, 1993—2001), который был опубликован после переводов других работ Грамши, Пиранделло, Павезе, Кальвино, Караджале, Барбу и других итальянских и румынских авторов.
Клаус Бохманн опубликовал более 25 книг и более 200 научных сочинений на немецком, французском, итальянском, румынском, английском языках, читал лекции во всех романских странах Европы, а также в России, Венгрии, Польше, а также на Кубе и в Канаде. Бохманн имеет международно признанную репутацию, особенно в социолингвистике романских языков.
8 февраля 2002 года Клаус Бохманн избран членом Саксонской академии наук в Лейпциге, филолого-исторический класс. В 2004 году — удостоен титула почётного члена института лингвистики «Александру Филиппиде» Ясского университета. 1 октября 2004 года Бохманн ушёл в отставку и покинул Лейпцигский университет.

## Работа в институте Молдовы в Лейпциге
При содействии Фонда Volkswagen Клаус Бохманн реализовал три многолетних социолингвистических исследовательских проекта в республике Молдова, которая до тех пор не имела заметных международных научных отношений. Эти проекты были организованы в сотрудничестве с лингвистами из Украины (Черновцы, Киев) и Румынии (Яссы). На основе этих проектов возникла идея создания Института Молдовы, который был основан в декабре 2005 года при активном участии доктора истории Василия Думбравы и нескольких немецких профессоров. Работы Бохманна цитируются в многочисленных публикациях других учёных, упоминаются на выставках.
С 2005 года Клаус Бохманн — Директор института Молдовы в Лейпциге (нем. Moldova Institut Leipzig, MIL), с 2007 года — почётный член Института лингвистики «Александру Розетти» Румынской академии в Бухаресте.
В качестве председателя Института Молдовы в Лейпциге Клаус Бохманн инициировал большое количество проектов, которые воплощают основную миссию института в жизнь. Вопросы прав человека и прав меньшинств, которые важны для развития Республики Молдова, поддержка формирования гражданского общества, вопросы трудовой миграции, урегулирования приднестровского конфликта, улучшения медицинского обслуживания, изучение истории Молдавии, являются основными моментами его работы. Бохманн также уделяет внимание модернизации учебных программ в молдавских университетах. Институт, возглавляемый профессором Бохманном, также поддерживает инициативы других учреждений. В 2008 году Клаус Бохманн был удостоен звания почётного доктора Университета Алба Юлия (Румыния) и Государственного Университета Кишинёва.
Клаус Бохманн представляет Институт Молдовы в Попечительском совете Германо-Молдавского форума в Бундестаге. Бохманн также сотрудничает с Академией наук Молдавии, вместе с которой он провёл несколько мероприятий. Кроме того, Бохманн был назначен в научную редакцию Молдавской энциклопедии. Разнообразные инициативы, связанные с Молдовой, побудили исполняющего обязанности президента Республики Молдова Михая Гимпу почтить профессора Бохманна в 2009 году медалью Эминеску — высшей наградой в области культуры и науки в стране. В 2013 году Клаус Бохманн стал почётным профессором Ясского университета (Румыния).
В 2021 году награждён румынским орденом «За заслуги перед культурой» степени «Командор» в категории A «Литература».

## Другое
В настоящее время Бохманн работает в координационной группе проекта «Histoire sociale des langues de France». Он также является действительным членом Саксонской академии наук в Лейпциге и председателем лингвистической комиссии, а также почётным членом Института лингвистики Румынской академии в Бухаресте и Яссах. В дополнение к своей работе в институте Молдовы в Лейпциге, Бохманн, будучи лектором в Фонде Ханса Бёклера, также помогает создавать равные возможности для трудных подростков и содействует им в получении аттестата об окончании школы, университетского образования или докторской степени.
По случаю 80-летия профессор Клаус Бохманн был награждён Академией наук Молдовы медалью Dimitrie Cantemir за особые заслуги в продвижении романских языков в Германии. Торжественная церемония состоялась в посольстве Молдовы в Берлине.

## Публикации
- Die Republik Moldau ein Handbuch = Republica Moldova. — Leipzig: Leipziger Univ.-Verl, 2012. — 748 Seiten с. — ISBN 978-3-86583-557-4, 3-86583-557-0.
- Vademecum contemporary history Moldova : a guide to archives, research institutions, libraries, associations, museums and sites of memory. — Leipzig: Leipziger Universitätsverlag, 2010. — 77 pages с. — ISBN 978-3-86583-465-2, 3-86583-465-5.
- Vasile Dumbrava (Hg.). Geschichte politisch-sozialer Begriffe in Rumänien und Moldova. — Leipzig: Leipziger Universitätsverlag, 2010. — 254 pages с. — ISBN 978-3-86583-491-1, 3-86583-491-4.
- Bochmann, Klaus. Einführung in die rumänische Sprach- und Literaturgeschichte. — Bonn: Romanistischer Verl, 2010. — 263 Seiten с. — ISBN 978-3-86143-191-6, 3-86143-191-2.
- 2 // Sprachliche Individuation in mehrsprachigen Regionen Osteuropas. 2, Ukraine. — Leipzig: Leipziger Univ.-Verl, 2010. — 178 Seiten - 178 Seiten in 1 Bände с. — ISBN 978-3-86583-287-0, 3-86583-287-3.
- Dimitrie Cantemir : Fürst der Moldau, Gelehrter, Akteur der europäischen Kulturgeschichte. — Leipzig: Leipziger Univ.-Verl, 2008. — 312 Seiten с. — ISBN 978-3-86583-257-3, 3-86583-257-1.
- Klaus Bochmann ; Vasile Dumbrava (Hg.). Sprachliche Individuation in mehrsprachigen Regionen Osteuropas / 1. Republik Moldova.. — Leipzig: Leipziger Univ.-Verl. — 370 Seiten с. — ISBN 978-3-86583-155-2, 3-86583-155-9, 978-3-86583-175-0, 3-86583-175-3.
- Das Regionale in der rumänischen Kultur. — Leipzig: Leipziger Universitätsverl, 2005. — 207 Seiten с. — ISBN 978-3-86583-063-0, 3-86583-063-3.
- Gesprochenes Rumänisch in der Ukraine : soziolinguistische Verhältnisse und linguistische Strukturen. — 1. Aufl. — Leipzig: Leipziger Univ.-Verl, 2004. — 286 Seiten с. — ISBN 3-86583-013-7, 978-3-86583-013-5.
- Limba română vorbită în Moldova istorică. — Leipzig: Leipziger Universitätsverlag, 2000—2002. — 2 volumes с. — ISBN 3-936522-08-1, 978-3-936522-08-2, 3-934565-90-5, 978-3-934565-90-6.
- Gramsci, Antonio. Gefängnishefte. Bd. 3 Hefte 4 und 5. — 1. Aufl. — Hamburg: Argument Verl, 2012. — Seite 457-703, A 211 - A 316 с. — ISBN 978-3-86754-100-8, 3-86754-100-0.
- Bochmann, Klaus. Lebendige Philologie : Studien zur Soziolinguistik, Gesellschaftstheorie und zur Wissenschaftsgeschichte der Romanistik. — Leipzig: Leipziger Univ.-Verl, 1999. — 219 Seiten с. — ISBN 3-933240-77-8, 978-3-933240-77-4.
- Romanistik zwischen Engagement und Verweigerung. — Oldenburg: OBST, 1991. — 176 Seiten с. — ISBN 3-924110-45-X, 978-3-924110-45-1.
- Soziolinguistik der romanischen Sprachen. Leipzig, 1991.
- Bochmann, Klaus. Regional- und Nationalitätensprachen in Frankreich, Italien und Spanien. — 1. Aufl. — Leipzig: Verlag Enzyklopädie, 1989. — 219 pages с. — ISBN 3-324-00318-0, 978-3-324-00318-6.
- Klaus Bochmann, Matthias Perl, Gerd Wotjak. Leipziger romanistische Beiträge: Materialien romanistischer Kolloquia, die 1987 an der Karl-Marx-Universität Leipzig veranstaltet wurden. — Karl-Marx-Universität, 1988. — 206 с.
- Beyrer, Arthur. Grammatik der rumänischen Sprache der Gegenwart. — 1. Aufl. — Leipzig: Verlag Enzyklopädie, 1987. — 374 pages с. — ISBN 3-324-00157-9, 978-3-324-00157-1.
- Klaus Bochmann. Eigenschaften und linguistische Analyse politischer Texte. — Akademie der Wissenschaften der DDR, Zentralinstitut für Sprachwissenschaft, 1986. — 144 с.
- Die Analyse politischer Texte: theoretische und Methodenfragen. — Die Universität, 1981. — 172 с.
- Klaus Bochmann. Soziolinguistische Aspekte der rumänischen Sprache. — VEB Verlag Enzyklopädie, 1980. — 196 с.
- Klaus Bochmann. Der Politisch-Soziale Wortschatz des Rumänischen von 1821 bis 1850. — Akademie-Verlag, 1979. — 234 с.
- Beiträge zur Geschichte des politisch-sozialen Wortschatzes der rumänischen Sprache: Materialien eines Kolloquiums des Fachbereiches Romanische Sprachwissenschaft ... der Karl-Marx-Universität Leipzig, 25. Juni 1975. — Karl-Marx-Univ, 1977. — book с.
- Beitrag zur Bestimmung des politisch-sozialen Weltbildes des rumänischen revolutionären Demokraten Nicolae Bálcescu. Diss. Leipzig, 1967.